# Lycosa salifodina
Lycosa salifodina este o specie de păianjeni din genul Lycosa, familia Lycosidae, descrisă de Mckay, 1976.
Este endemică în Western Australia. Conform Catalogue of Life specia Lycosa salifodina nu are subspecii cunoscute.